# Andrés Gazzotti
Andrés Gazzotti (Chacabuco, 30 maggio 1896 – 1984) è stato un giocatore di polo argentino.
Ha vinto la medaglia d'oro nel polo ai Giochi olimpici di Berlino 1936.